# Cayratia clematidea
Cayratia clematidea es una especie de planta perteneciente a la familia Vitaceae. Es originaria de Australia y Papúa Nueva Guinea.

## Descripción
Es una planta trepadora con tallos de 2 m de largo, pubescente o glabra, con tallos subterráneos que, por lo general, forman pequeños tubérculos, con 2 zarcillos o varios brazos, sin discos adhesivos. Las hojas son compuestas con folíolo terminal más grande, por lo general pentafoliado, la hojas son ovadas a elípticas, de 1-8 cm de largo, y 0.5-4 cm de ancho, el ápice acuminado a agudo, obtusa la base cuneada, los márgenes profundamente dentados, las superficies mates y ± glabras, con pecíolo de 1-8 cm de largo. Las inflorescencias con pedúnculo]]s más altos que las hojas. Los pétalos de  2,5 mm de largo, de color verde. Es fruto es globoso a obovoides, con un diámetro de 5-7 mm., de color negruzco.

## Distribución y hábitat
Se encuentra  principalmente en los márgenes de la selva, al norte de las gargantas del río Shoalhaven, al oeste del distrito de Tamworth hasta Queensland en Australia.

## Taxonomía
Cayratia clematidea fue descrita por (F.Muell.) Domin y publicado en Repertorium Specierum Novarum Regni Vegetabilis 11: 264 en el año 1912.
sinonimia
- Vitis clematidea F.Muell. basónimo[3]
- Cissus clematidea (F.Muell.) Domin[4]